# هانغرفورد (تكساس)
هانغرفورد (بالإنجليزية: Hungerford CDP, Texas)‏ هي منطقة سكنية تقع بولاية تكساس في الولايات المتحدة. تبلغ مساحتها 4.7 كم2، وترتفع عن سطح البحر 32 م، بلغ عدد سكانها 347 نسمة في عام 2010 حسب إحصاء مكتب تعداد الولايات المتحدة وتصل الكثافة السكانية فيها 73.8 نسمة لكل كيلومتر مربع (191.1/ميل2).

## التركيبة السكانية
حدّد مكتب تعداد الولايات المتحدة بيانات التركيبة السكانية لهانغرفورد في تعداد الولايات المتحدة. في ما يلي، التركيبة السكانية حسب تعدادي 2000 و2010.

### تعداد عام 2000
بلغ عدد سكان هانغرفورد 645 نسمة بحسب تعداد عام 2000، وبلغ عدد الأسر 169 أسرة وعدد العائلات 118 عائلة مقيمة في المنطقة السكنية. في حين سجلت الكثافة السكانية 137.2 نسمة لكل كيلومتر مربع (355.3/ميل2). وبلغ عدد الوحدات السكنية 177 وحدة بمتوسط كثافة قدره 37.7 لكل كيلومتر مربع (97.6/ميل2).
وتوزع التركيب العرقي للمنطقة السكنية بنسبة 52.87% من البيض و31.16% من الأمريكيين الأفارقة و14.26% من الأعراق الأخرى و1.71% من عرقين مختلطين أو أكثر و22.02% من الهسبانيون أو اللاتينيون من أي عرق.
بلغ عدد الأسر 169 أسرة كانت نسبة 40.8% منها لديها أطفال تحت سن الثامنة عشر تعيش معهم، وبلغت نسبة الأزواج القاطنين مع بعضهم البعض 46.2% من أصل المجموع الكلي للأسر، ونسبة 18.9% من الأسر كان لديها معيلات من الإناث دون وجود شريك،  بينما كانت نسبة 4.7% من الأسر لديها معيلون من الذكور دون وجود شريكة وكانت نسبة 30.2% من غير العائلات. تألفت نسبة 24.3% من أصل جميع الأسر من عدة أفراد يعيشون في نفس المنزل ونسبة 14.8% كانت تتألف من شخص يعيش بمفرده يبلغ من العمر 65 عاماً أو أكثر. وبلغ متوسط حجم الأسرة المعيشية 3.04، أما متوسط حجم العائلات فبلغ 3.72.
بلغ العمر الوسطي للسكان 29.9 عاماً. وكانت نسبة 27.4% من القاطنين تحت سن الثامنة عشر، وكانت نسبة 5.7% بين الثامنة عشر والرابعة والعشرين عاماً، ونسبة 19.8% كانت واقعةً في الفئة العمرية ما بين الخامسة والعشرين والرابعة والأربعين عاماً، ونسبة 16.4% كانت ما بين الخامسة والأربعين والرابعة والستين، ونسبة 10.1% كانت ضمن فئة الخامسة والستين عاماً فما فوق. يوجد لكل 100 أنثى 83.2 ذكر، ويوجد لكل 100 أنثى في الثامنة عشر من عمرها فما فوق 77.8 ذكر.
بلغ متوسط دخل الأسرة في المنطقة السكنية 46,544 دولارًا، أما متوسط دخل العائلة فبلغ 55,781 دولارًا. وكان متوسط دخل الذكور 34,688 دولارًا مقابل 18,214 دولارًا للإناث. وسجل دخل الفرد الخاص بالمنطقة السكنية 16,191 دولارًا. وكانت نسبة 7.3% من العائلات ونسبة 15.2% من السكان تحت خط الفقر، وكان من هؤلاء نسبة 3.7% تحت سن الثامنة عشر ونسبة 19% في الخامسة والستين من العمر وما فوق.

### تعداد عام 2010
بلغ عدد سكان هانغرفورد 347 نسمة بحسب تعداد عام 2010، وبلغ عدد الأسر 132 أسرة وعدد العائلات 93 عائلة مقيمة في المنطقة السكنية. في حين سجلت الكثافة السكانية 73.8 نسمة لكل كيلومتر مربع (191.1/ميل2). وبلغ عدد الوحدات السكنية 154 وحدة بمتوسط كثافة قدره 32.8 لكل كيلومتر مربع (85.0/ميل2).
وتوزع التركيب العرقي للمنطقة السكنية بنسبة 51.59% من البيض و38.62% من الأمريكيين الأفارقة و0.29% من الأمريكيين ذوي الأصول الآسيوية و8.65% من الأعراق الأخرى و0.86% من عرقين مختلطين أو أكثر و22.19% من الهسبانيون أو اللاتينيون من أي عرق.
بلغ عدد الأسر 132 أسرة كانت نسبة 31.1% منها لديها أطفال تحت سن الثامنة عشر تعيش معهم، وبلغت نسبة الأزواج القاطنين مع بعضهم البعض 47.7% من أصل المجموع الكلي للأسر، ونسبة 15.9% من الأسر كان لديها معيلات من الإناث دون وجود شريك،  بينما كانت نسبة 6.8% من الأسر لديها معيلون من الذكور دون وجود شريكة وكانت نسبة 29.5% من غير العائلات. تألفت نسبة 25.8% من أصل جميع الأسر من عدة أفراد يعيشون في نفس المنزل ونسبة 11.4% كانت تتألف من شخص يعيش بمفرده يبلغ من العمر 65 عاماً أو أكثر. وبلغ متوسط حجم الأسرة المعيشية 2.47، أما متوسط حجم العائلات فبلغ 3.01.
بلغ العمر الوسطي للسكان 45.6 عاماً. وكانت نسبة 21% من القاطنين تحت سن الثامنة عشر، وكانت نسبة 6.9% بين الثامنة عشر والرابعة والعشرين عاماً، ونسبة 21% كانت واقعةً في الفئة العمرية ما بين الخامسة والعشرين والرابعة والأربعين عاماً، ونسبة 30.5% كانت ما بين الخامسة والأربعين والرابعة والستين، ونسبة 20.5% كانت ضمن فئة الخامسة والستين عاماً فما فوق. وتوزع التركيب الجنسي للسكان بنسبة 47.3% ذكور و52.7% إناث.